# فلورس دا کونها
فلورس دا کونها (به پرتغالی: Flores da Cunha) یک شهرداری در برزیل است که در ریو گرانده جنوبی واقع شده‌است. فلورس دا کونها ۲۷۲٬۶۶۲ کیلومتر مربع مساحت و ۳۱٬۰۶۳ نفر جمعیت دارد و ۷۵۶ متر بالاتر از سطح دریا واقع شده‌است.

## خواهرخوانده
شهر سوسپیرولو خواهرخواندهٔ فلورس دا کونها هست.